# Thanjavur (Taluk)
Der Taluk Thanjavur (Tamil: தஞ்சாவூர் வட்டம்) ist ein Taluk (Subdistrikt) des Distrikts Thanjavur im indischen Bundesstaat Tamil Nadu. Hauptort ist die namensgebende Stadt Thanjavur. Der Taluk Thanjavur hat rund 510.000 Einwohner.

## Geografie
Der Taluk Thanjavur liegt am Rand des Kaveri-Deltas im Westen des Distrikts Thanjavur. Durch den nördlichen Teil des Taluks fließen die Kaveri-Mündungsarme Vettar und Vennar durchflossen. Der südliche Teil des Taluks wird durch den Grand Anicut Canal mit Kaveri-Wasser versorgt.
Der Taluk Thanjavur grenzt an die Taluks Tiruvaiyaru im Norden, Papanasam im Osten, Orathanadu im Südosten (alle Distrikt Thanjavur), Gandarvakottai und Kulattur (beide Distrikt Pudukkottai) im Süden und Thiruverumbur (Distrikt Tiruchirappalli) im Westen.

## Bevölkerung
Nach der Volkszählung 2011 hat der Taluk Thanjavur 511.865 Einwohner. 60 Prozent der Bevölkerung lebt in Städten und 40 Prozent in ländlichen Gebieten. 84 Prozent der Einwohner des Taluks Thanjavur sind Hindus, 10 Prozent sind Christen und 5 Prozent Muslime. Die Hauptsprache ist, wie in ganz Tamil Nadu, das Tamil, das nach der Volkszählung 2001 von 97 Prozent der Bevölkerung als Muttersprache gesprochen wird.

## Städte und Dörfer
Zum Taluk Thanjavur gehören die folgenden Orte (in Klammern die Einwohnerzahlen nach der Volkszählung 2011):
Städte:
- Nanjikottai (32.689)
- Neelagiri (16.197)
- Pudupattinam (10.210)
- Thanjavur (222.943)
- Vallam (16.758)
- Vilar (9.028)

Dörfer
| - Achampatti (1.739) - Alakudi (4.015) - Avarampatti (1.414) - Avusahibthottam (301) - Budalur (8.372) - Chitrakudi Addl. (502) - Chitrakudi Chief (1.985) - Inathukanpatti (3.903) - Indalur (1.862) - Kadakadappai (844) - Kadambangudi (1.329) - Kalvirayampettai (1.664) - Kandithampattu (2.216) - Kangeyampatti (1.389) - Kattur (1.736) - Kollangarai Vallundanpattu (2.191) - Kondavattanthidal (1.285) - Kotrapatti (696) - Kovilpathu (2.597) - Kudalur (1.265) - Kulichapattu (1.774) | - Kullangarai (2.421) - Kurungalur (1.039) - Kurungulam Keelpathi (3.959) - Kurungulam Melpathi (4.430) - Kuruvadipatti (928) - Madigai (2.140) - Manaiyeripatti (2.199) - Manangorai (1.590) - Maraneri (1.794) - Marudakkudi (2.353) - Marungulam (4.352) - Mathur (5.773) - Melachittakadu (206) - Melavelithottam (11.211) - Muthuveerakandiampatti (1.062) - Nallicheri (1.136) - Nandavanapatti (1.954) - Nanjikottai Vallundanpattu (2.331) - Narasanayagipuram (1.826) - Palaiyapatti Therkkusethi (1.957) - Palaiyapatti Vadakkusethi (2.729) | - Palliagraharam (1.321) - Palliyeri (1.094) - Perumbur IInd Sethi (1.850) - Perumbur I-ST Sethi (2.509) - Pillaiyarnatham (1.799) - Pillaiyarpatti (7.966) - Pinnai Nallur (6.698) - Pudukudi (S) (655) - Pudukudi North (3.975) - Pudupatti (1.962) - Pudur (3.443) - Pulianthoppu (5.311) - Ramanathapuram Addl. (10.899) - Ramanathapuram Chief (674) - Ramapuram (1.607) - Rayamundanpatti (1.418) - Rayanthur (2.009) - Sakkarasamandam (1.953) - Sanoorapatti (2.963) - Sellappanpettai (1.479) - Sengipatti (4.271) | - Sennampatti (1.393) - Sholagampatti (1.433) - Siralur (969) - Soorakkottai (5.128) - Surakudipatti (805) - Thandangorai (1.008) - Thirukanurpatti (4.884) - Thirumalai Samudram (6.783) - Thiruvedhikudi (1.382) - Thittai (1.163) - Thondarayampadi (1.223) - Thottakadu (1.582) - Valamirankottai (1.288) - Vallam Pudursethi (3.117) - Vannarapettai Addl. (508) - Vannarapettai Chief (2.002) - Veeranarasanpettai (828) - Velur (587) - Vendayampatti (1.449) - Vennalodai (183) |

## Sehenswürdigkeiten

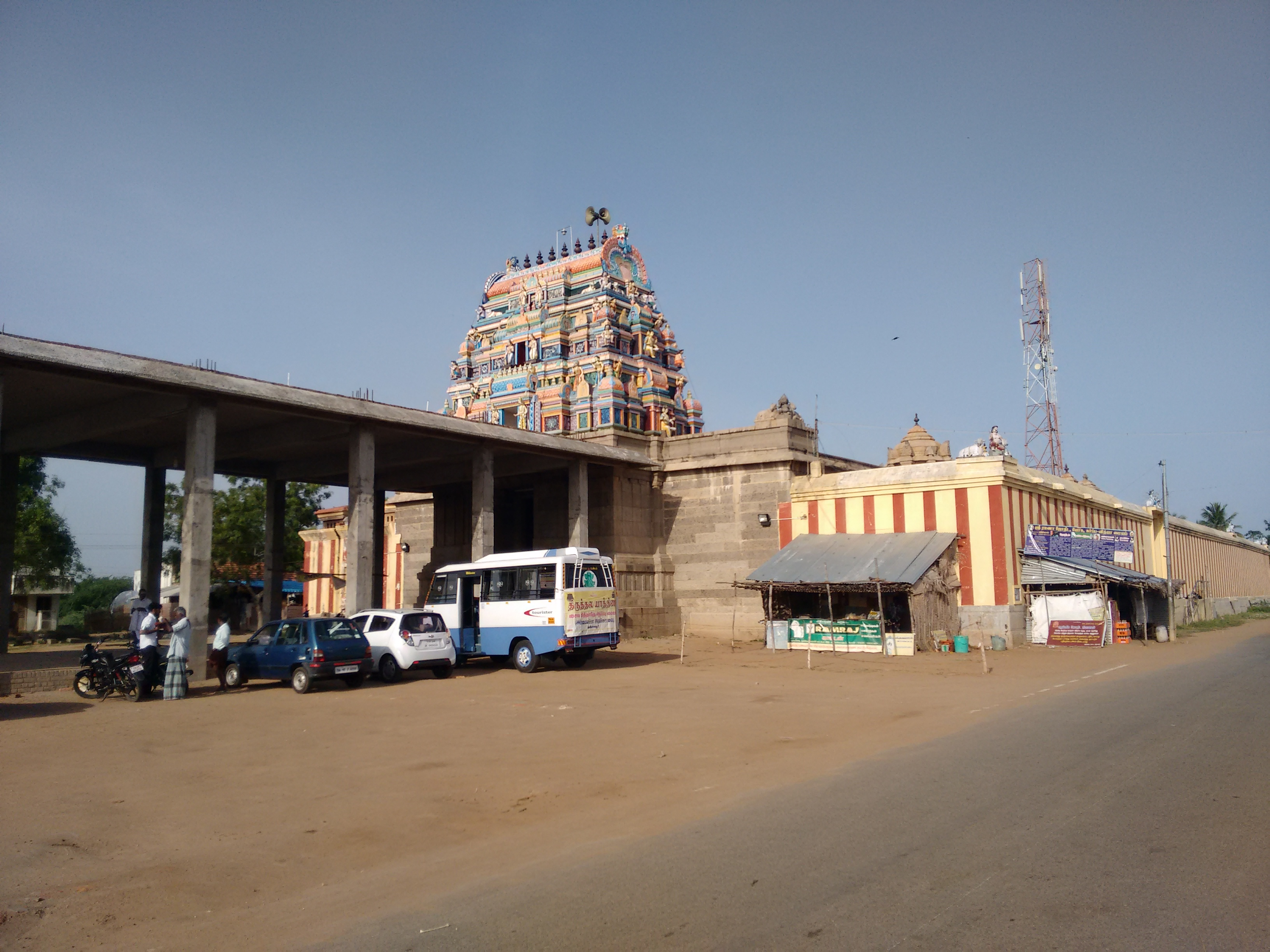
Der Tempel von Thittai

Das Kaveri-Delta, zu dem der Taluk Thanjavur gehört, ist eine kulturgeschichtlich reiche Region. Thanjavur-Stadt war vom 9. bis 13. Jahrhundert die Hauptstadt des Chola-Reiches. Der dortige Brihadisvara-Tempel entstand zwischen 1003 und 1010 unter König Rajaraja I. als monumentales Zeichen der Chola-Herrschaft erbaut wurde. Er gilt als Höhepunkt der mittelalterlichen hinduistischen Tempelbaukunst und gehört zusammen mit dem Airavatesvara-Tempel in Darasuram und dem Brihadisvara-Tempel in Gangaikonda Cholapuram zum UNESCO-Weltkulturerbe (siehe Große Tempel der Chola-Dynastie). Von religiöser Bedeutung sind die Shiva-Tempel von Thiruvedhikudi und Thittai, die zu den 274 heiligen Orten des tamilischen Shivaismus (Padal Petra Sthalams) gehören. Am Rand von Thanjavur-Stadt befindet sich Thanjai Mamani Koil, eine Gruppe von drei Vishnu geweihten Tempeln, die kollektiv als eines der 108 Heiligtümer des tamilischen Vishnuismus (Divya Desams) gezählt werden.